# Lijst van voetbalinterlands Guam - Tadzjikistan
Deze lijst van voetbalinterlands is een overzicht van alle officiële voetbalinterlands tussen de nationale teams van Guam en Tadzjikistan. De landen hebben tot nu toe een keer tegen elkaar gespeeld. Dat was een kwalificatiewedstrijd voor het Wereldkampioenschap voetbal 2002 op 26 november 2000 in Tabriz (Iran).

## Wedstrijden
| № | Plaats | Datum            | Competitie           | Wedstrijd           | Uitslag |
| - | ------ | ---------------- | -------------------- | ------------------- | ------- |
| 1 | Tabriz | 26 november 2000 | WK 2002 kwalificatie | Tadzjikistan − Guam | 16 − 0  |

## Samenvatting
| Competitie      | Totaal gespeeld | Winst Guam | Gelijk | Winst Tadzjikistan | Doelsaldo Guam – Tadzjikistan |
| --------------- | --------------- | ---------- | ------ | ------------------ | ----------------------------- |
| WK-kwalificatie | 1               | 0          | 0      | 1                  | 0 − 16                        |
| Totaal          | 1               | 0          | 0      | 1                  | 0 − 16                        |

GFA ·
Bondscoaches ·
Topscorers · 
Guamees vrouwenvoetbalelftal ·
Guam U21
Amerikaans-Samoa ·
Aruba ·
Australië ·
Bangladesh ·
Bhutan ·
Cambodja ·
China ·
Filipijnen ·
Hongkong ·
India ·
Iran ·
Laos ·
Macau ·
Malediven ·
Mongolië ·
Myanmar ·
Nieuw-Caledonië ·
Noord-Korea ·
Oman ·
Pakistan ·
Palestina ·
Salomonseilanden ·
Singapore ·
Sri Lanka ·
Syrië ·
Tadzjikistan ·
Taiwan ·
Turkmenistan ·
Vanuatu ·
Vietnam ·
Zuid-Korea
TFF · A-internationals · Tadzjieks vrouwenelftal
1994 – 1999 ·
2000 – 2009 ·
2010 – 2019 ·
2020 − 2029
Afghanistan ·
Australië ·
Azerbeidzjan ·
Bahrein ·
Bangladesh ·
Bhutan ·
Brunei ·
Cambodja ·
China ·
Estland ·
Filipijnen ·
Guam ·
Hongkong ·
India ·
Irak ·
Iran ·
Japan ·
Jemen ·
Jordanië ·
Kazachstan ·
Kirgizië ·
Koeweit ·
Libanon ·
Macau ·
Malediven ·
Maleisië ·
Mongolië ·
Myanmar ·
Nepal ·
Noord-Korea ·
Oeganda ·
Oezbekistan ·
Oman ·
Pakistan ·
Palestina ·
Qatar ·
Rusland ·
Saoedi-Arabië ·
Singapore ·
Sri Lanka ·
Syrië ·
Thailand ·
Trinidad en Tobago ·
Turkmenistan ·
Verenigde Arabische Emiraten ·
Vietnam ·
Wit-Rusland ·
Zuid-Korea